# Tunel Helsinki–Tallinn

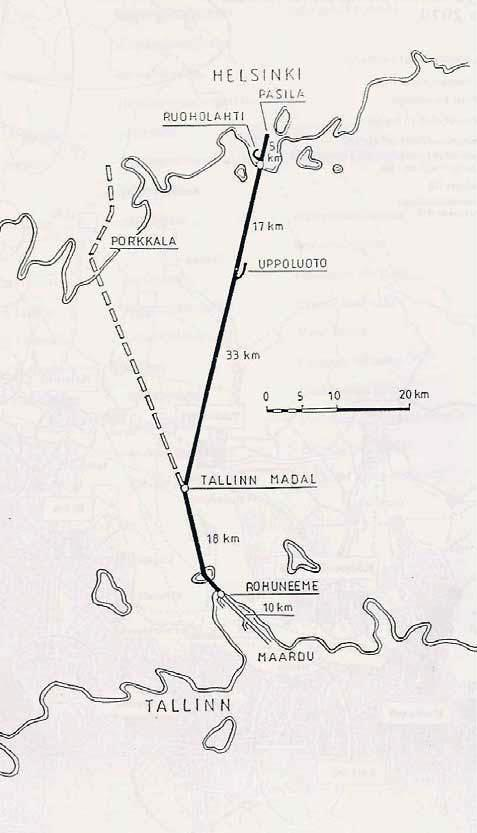
Warianty przebiegu tunelu

Tunel Helsinki–Tallinn – planowany najdłuższy tunel świata, łączący linią kolejową miasta Helsinki i Tallinn pod dnem Zatoki Fińskiej i mający w zależności od wariantu od 68 do 85 km (w tym od 51 do 68 km pod dnem morza). Czas przejazdu między tymi miastami miałby wynosić ok. 30 min., podczas gdy obecenie najszybsze promy potrzebują na przejazd z portu w Talinnie do portu w Helsinkach 1 godz. i 40 min. Połączenie to ma stanowić końcowy odcinek magistrali Rail Baltica.
Początkowo koszty jego budowy szacowano na od 9 do 13 miliardów euro. Budowa tunelu jest motywowana potrzebą rozbudowy połączeń między rozwijającymi się metropoliami Helsinkami i Tallinnem. W grudniu 2016 r. ogłoszono przetarg na studium wykonalności inwestycji, które ma być gotowe do końca następnego roku.

## Koszty i korzyści[2]
Szacunki dotyczące kosztów budowy tunelu dochodzą do 16 mld euro. Korzyści gospodarcze uważa się za znaczące, ponieważ zwiększyłby się ruch między tymi miastami, a wskutek tego zbliżyłyby się one do siebie pod względem gospodarczym, podobnie jak to się stało między Kopenhagą a Malmö. Z geopolitycznego punktu widzenia tunel połączyłby dwa bliskie, ale oddzielone morzem regiony Europy w sposób przyjazny dla środowiska oraz wyeliminowałby potrzebę korzystania z transportu morskiego lub lotniczego albo przejazdu przez Rosję w celu przedostania się z jednego kraju do drugiego.